# Tania Ghirshman

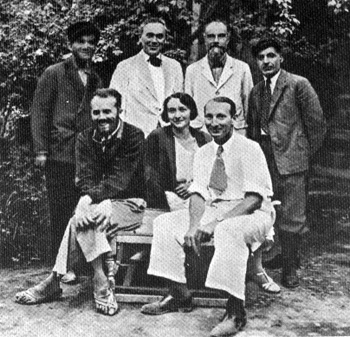
Tania (assise, au centre) et Roman Ghirshman (assis, à droite) et leur équipe de fouilles à Tepe Sialk, 1934

Tania Ghirshman, née Antoinette Levienne en 1900 à Constantinople (Empire ottoman) et morte en 1984, est une archéologue, illustratrice et restauratrice française d'origine ukrainienne.
A l'origine dentiste, Ghirshman s'investit dans la recherche archéologique après son mariage avec Roman Ghirshman, avec qui elle dirige de nombreuses fouilles en Iran et en Afghanistan, notamment dans l'ancienne ville de Suse. Elle abandonne sa carrière de chirurgien-dentiste et adapte ses compétences en dentisterie à la restauration en accompagnant son mari Roman Ghirshman dans ses missions et en lui apportant un soutien pratique important. Elle a également participé aux travaux en dessinant les illustrations des fouilles et en fournissant des reproductions pour les publications de son mari.
Ses mémoires, « Archéologue malgré moi, vie quotidienne d'une mission archéologique en Iran» a reçu le Prix Broquette-Gonin de littérature par l'Académie française en 1971. Elle y donne une description colorée de sa vie en mission.
Elle a donné son nom au coté de son mari au prix Roman et Tania Ghirshman décerné chaque année par l'académie des Inscriptions et Belles Lettres à un ouvrage traitant de l'Iran préislamique.

## Ouvrages[7]

### Comme autrice
- Archéologue malgré moi : vie quotidienne d'une mission archéologique en Iran, Neuchâtel, Baconnière et Paris, Albin Michel, 1970

### Comme collaboratrice
- Ghirshman R., Bégram : recherches archéologiques et historiques sur les Kouchans, Le Caire : Impr. de l'Institut français d'archéologie orientale, 1946
- Ghirshman R., Les Chionites-Hephtalites, Le Caire, 1948 (Mémoires de la Délégation archéologique française en Afghanistan, vol. XIII), 1948
- Ghirshman R., Terrasses sacrées de Bard-è Néchandeh et Masjid-i Solaiman : l'Iran du Sud-Ouest du VIIIe s. av. n. ère au Ve s. de n. ère, Paris : [R. Ghirshman] ; Leiden : diffusion E.-J. Brill, 1976
- Ghirshman R., Les Cimmériens et leurs Amazones, Paris : Éd. Recherche sur les civilisations, 1983

### Comme illustratrice
- Ghirshman R., L'Iran des origines à l'Islam, Paris, Payot, 1951